# Minkowicze (obwód brzeski)
Minkowicze (biał. Мінкавічы, Minkawiczy; ros. Минковичи, Minkowiczi) – wieś na Białorusi, w obwodzie brzeskim, w rejonie kamienieckim, w sielsowiecie Ratajczyce.

## Historia
W XIX i w początkach XX w. położone były w Rosji, w guberni grodzieńskiej, w powiecie brzeskim.
W dwudziestoleciu międzywojennym wieś i folwark leżące w Polsce, w województwie poleskim, w powiecie brzeskim, w gminie Ratajczyce. W 1921 wieś liczyła 53 mieszkańców, zamieszkałych w 10 budynkach, wyłącznie Białorusinów wyznania prawosławnego. Folwark liczył zaś 70 mieszkańców, zamieszkałych w 13 budynkach, w tym 51 Polaków i 19 Białorusinów. 40 mieszkańców było wyznania rzymskokatolickiego i 30 prawosławnego.
Po II wojnie światowej w granicach Związku Sowieckiego. Od 1991 w niepodległej Białorusi.